# Portada del Alhorí (Alcaraz)

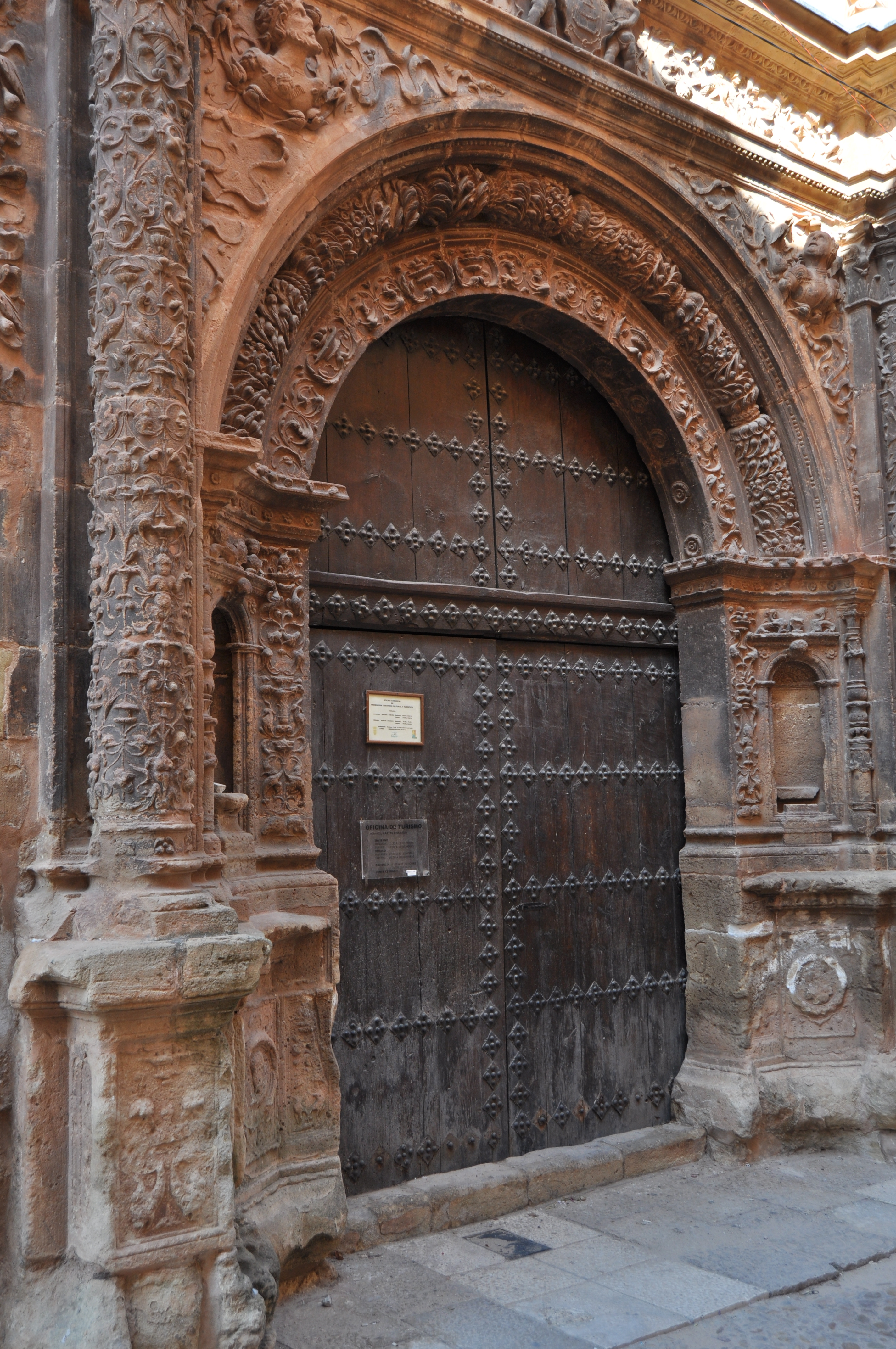
Puerta del Alhorí.

La Portada del Alhorí (también llamada de la aduana) es un monumento de estilo plateresco sito en el edificio del actual Ayuntamiento de Alcaraz (Albacete, Castilla-La Mancha, España). Dicho edificio tiene su fachada principal en la Plaza Mayor y la Portada del Alhorí se alza en una fachada lateral que se alza en la Calle Mayor.
El alhorí era un almacén de grano y sorprende la suntuosidad de la obra para tal fin, lo que se explica por la intención del concejo de realizar un nuevo ayuntamiento, ya fuera del alcázar, con el dinero presupuestado y aprobado por la corona para otra función distinta, lo que trajo no pocos problemas en la ejecución de la obra.

## Arquitecto de la obra
Está atribuida al arquitecto alcaraceño Andrés de Vandelvira y fechada en el año 1530/1532. En las actas del Ayuntamiento de Alcaraz se lee en acta de 30 de abril de 1530; "sus merçedes mandaron librar a Valdelvira cantero veynte ducados en quenta y parte de pago de la casa que obra y haze de la çibdad del alhori".

## Descripción
Se trata de una puerta de arco de medio punto, compuesto por tres arquivoltas de diferente morfología, decoradas con candelieri, grutescos y motivos vegetales. flanqueada por columnas, levantadas sobre pedestales muy erosinados. Tales columnas tienen labra de candelieri y grutescos.
A ambos lados de la puerta, en las enjutas, hay dos bustos en unos medallones circulares, que representan a Elena y Paris, cuyos nombres están grabados en tales medallones.
Sobre las columnas hay un entablamento con friso que presenta jarrones y grutescos. Este friso tiene en su parte central un escudo de la ciudad de Alcaraz sujetado por dos angelotes. En los extremos del friso hay sendas figuras humanas. 
Sobre el friso hay un pórtico rematado con un enorme escudo de armas de Carlos V, y flanqueado por dragones. 
Su concepción en forma de arco de triunfo tiene el objetivo de contrastar muro y vano.  El conjunto resalta por el uso de elementos diversos (pilastras, plintos, hornacinas, etc.) por su abundante decoración adosada con algunos elementos góticos, y su fina ejecución y variedad temática (vegetales, animales, figuras mitológicas y antropomorfas, etc.).